# Charles Messier
Charles Joseph Messier (Badonviller, 26 de junho de 1730 – Paris, 12 de abril de 1817) foi um astrônomo francês, conhecido pela compilação e publicação, com a coautoria de Pierre Méchain, de seu catálogo de objetos de céu profundo, uma lista de 110 objetos astronômicos como nebulosas, aglomerados estelares e galáxias que vieram a ser conhecidos como os "objetos Messier". Pretendia, com a publicação do catálogo, auxiliar a si mesmo e outros astrônomos e observadores em sua atividade astronômica principal durante sua carreira, a investigação de cometas, listando todos os objetos que pôde identificar e que poderiam ser facilmente confundidos com cometas transientes, mas que, na realidade, tinham naturezas completamente diferentes e eram fixos no céu noturno. Contudo, Messier, sem intenção, catalogou alguns dos astros mais interessantes para a atual astronomia amadora.
Tornou-se um observador do céu ao trabalhar para Joseph-Nicolas Delisle em seu observatório em Paris, aos 21 anos. Foi o primeiro astrônomo a dedicar-se quase exclusivamente à procura de cometas e, enquanto aguardava o retorno do cometa Halley, deparou-se com um falso positivo ao confundir uma nebulosa com o cometa. Para evitar novos enganos, começou a compilar os objetos fixos no céu profundo que poderiam ser facilmente confundidos com um cometa, objeto difuso e de fraco brilho. De 1758 a 1782, com a ajuda de Pierre Méchain após 1774, compilou 107 objetos entre nebulosas, aglomerados estelares e galáxias. Três objetos adicionais foram mais tarde adicionados ao catálogo, após a morte de Messier, completando 110 objetos ao todo.
Contudo, foi bem-sucedido em sua principal atividade astronômica, a descoberta e acompanhamento de cometas, Descobriu vinte ao todo, treze descobertos originalmente por ele e outras 7 codescobertas independentes. Também foi membro de várias academias científicas espalhadas pela Europa, sendo membro estrangeiro da Royal Society e membro efetivo da Académie des sciences. Em 1806, recebeu de Napoleão Bonaparte a Ordem Nacional da Legião de Honra e dedicou ao imperador francês o Grande Cometa de 1769, considerado "o último cometa astrologicamente apresentado ao público por um astrônomo ortodoxo".

## Origem e juventude

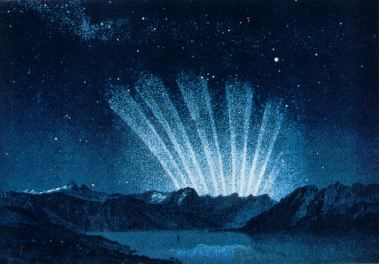
O grande cometa de 1744, com seis caudas.

Charles Messier nasceu em Badonviller, atualmente no departamento de Meurthe-et-Moselle, Lorena, à época pertencente ao Principado de Salm-Salm, pequeno estado independente nas montanhas Vosges, encravado entre o Ducado da Lorena e o Reino da França. Era o décimo dos doze filhos de Nicolas Messier, que servia na administração do Principado, e de Françoise B. Grandblaise.
Em 1741, quando tinha 11 anos, seu pai morreu e seu irmão mais velho, Hyacinthe, tornou-se chefe de família e responsável por sua educação. Por oito anos treinou Charles em tarefas metódicas e administrativas e este adquiriu um senso de observação de detalhes finos, habilidade importante para a conquista de seu primeiro e único emprego como astrônomo. Interessava-se pela observação do céu e pela astronomia desde a adolescência: alguns raros eventos astronômicos, como a passagem do grande cometa de seis caudas e o eclipse solar anular visível em Badonviller em 25 de julho de 1748, podem ter estimulado ainda mais seu interesse pela astronomia.
Em 1751, seu irmão ofertou-lhe uma oportunidade como auxiliar de astrônomo em Paris e em setembro daquele ano, Charles deixou Badonviller para se tornar empregado de um astrônomo da marinha francesa, Joseph-Nicolas Delisle. Delisle deu-lhe abrigo em sua própria residência no Collège Royal de France e sua primeira tarefa era copiar detalhadamente um mapa da Grande Muralha da China.

## No observatório de Delisle

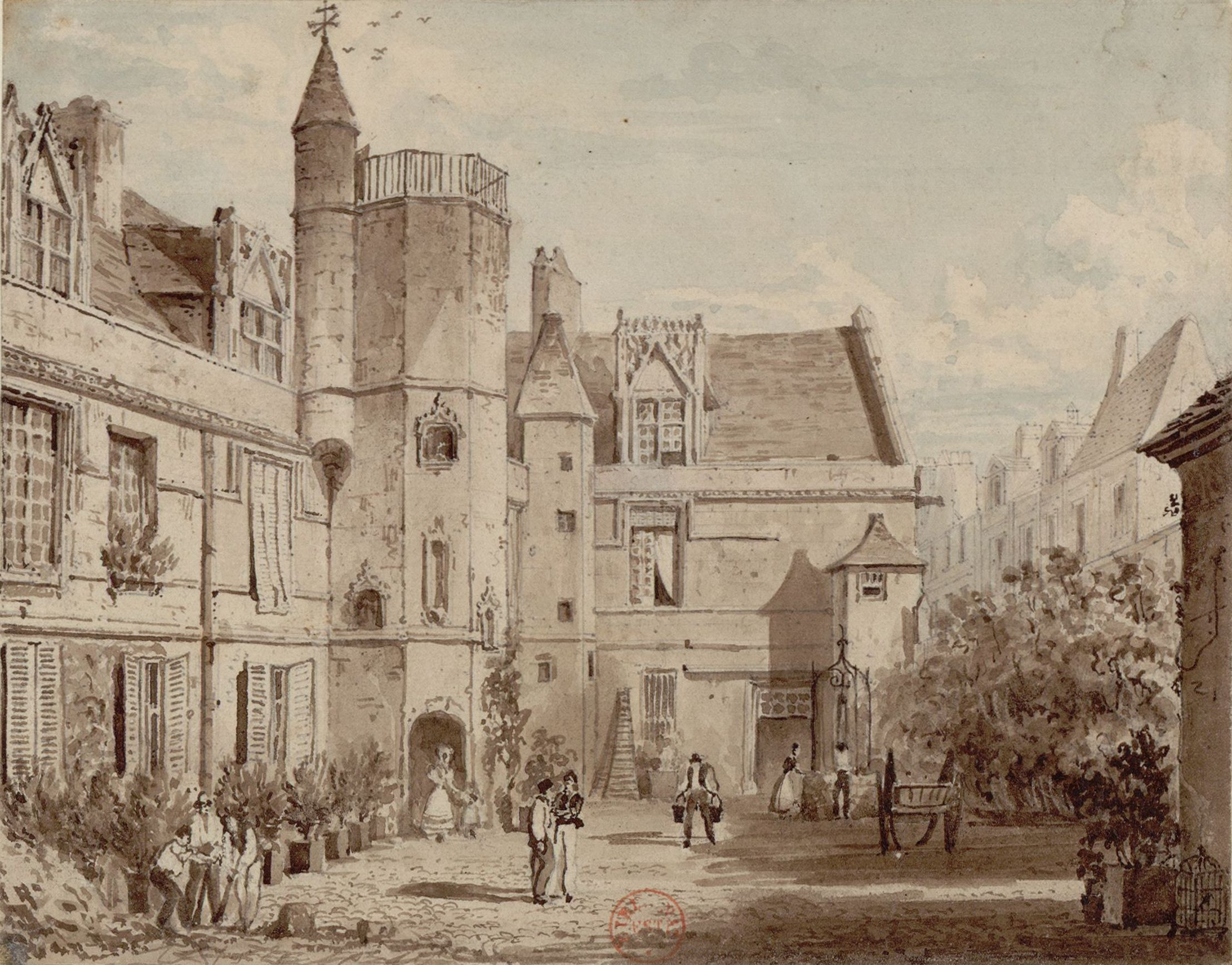
O Hôtel de Clugny, em 1829, poucos anos após a morte de Messier.

O observatório de Delisle foi fundado em 1748 em uma torre do Hôtel de Clugny (atualmente Museu de Cluny), construído em 1480 sobre as ruínas de termas romanas do século IV. No século XVIII, o local foi alugado para a administração da Marinha Real Francesa. Com Delisle, Messier aprendeu a usar os instrumentos astronômicos e anotar cada detalhe de suas observações. A primeira observação registrada foi o trânsito de Mercúrio em 6 de maio de 1753. O próprio Delisle introduziu-o à astronomia elementar e convenceu-o sobre a utilidade das medições exatas das posições dos objetos em todas as suas observações, característica encontrada em seu futuro catálogo.

### Primeiras descobertas

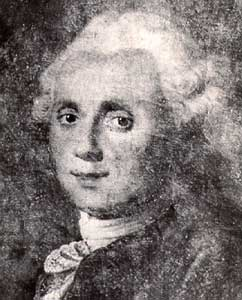
Charles Messier, data incerta

Em 1757, Messier iniciou sua busca pelo cometa Halley. O retorno deste corpo celeste era esperado para 1758, o que muitos astrônomos consideravam ser apenas uma especulação científica. O auxiliar de astrônomo chegou a elaborar uma carta celeste com a provável trajetória do cometa, calculada erroneamente por Delisle. Durante sua procura por Halley, descobriu outro cometa em 14 de agosto de 1758, observando e anotando suas posições na abóbada celeste dia após dia cuidadosamente até 2 de novembro daquele ano. A descoberto desse objeto levou-o à procura de novos cometas com auxílio de telescópios, inventando, assim, a "caça de cometas", uma nova área da astronomia.
Durante estas observações, descobriu em 28 de agosto um objeto muito semelhante a um cometa de brilho fraco. Inicialmente, tratou-o como outro cometa, mas concluiu que este objeto não se movia em relação às estrelas vizinhas, descobrindo, assim, seu primeiro objeto de céu profundo, uma nebulosa que posteriormente viria a ser chamada como "Messier 1" (M1). Messier determinou sua posição dias mais tarde e este se tornou a primeira entrada no seu famoso catálogo. A nebulosa tornou-se um dos objetos mais vistos no céu profundo atualmente, tanto por astrônomos amadores quanto por profissionais, tratando-se do remanescente da supernova de 1054, comumente chamado de Nebulosa do Caranguejo. A descoberta de M1 levou-o a compilar seu próprio catálogo de objetos nebulosos, que possivelmente poderiam ser confundidos com cometas.
O cometa Halley finalmente foi redescoberto pelo astrônomo alemão Johann Georg Palitzsch (1723-1788) na noite de Natal de 1758. Dias depois, Messier encontrou-o independentemente, duvidando finalmente da exatidão da trajetória calculada por Delisle. O empregador de Messier, no entanto, não reconheceu sua falha, recusando-se a aceitar e anunciar a descoberta de Charles e aconselhou-o a continuar observando na direção previamente indicada. Como resposta, declarou que "Era um empregado fiel de Delisle, vivia com ele em sua casa e conformei-me com sua ordem." Quando Delisle finalmente anunciou a descoberta de Messier, em 1 de abril de 1759, a comunidade astronômica francesa simplesmente não acreditou na independência da descoberta, tendo decorrido mais de três meses da descoberta original de Palitzsch.

### Início da compilação de seu catálogo

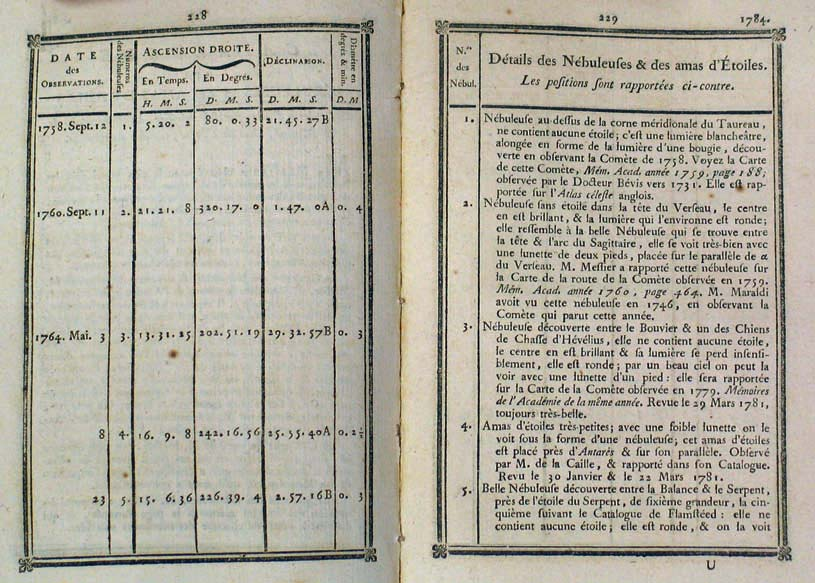
Primeira página do Catálogo Messier, contendo os objetos M1 ao M5. O catálogo está contido a partir da página 118 do almanaque francês Connaissance des temps, de 1784

Desde então, Delisle apoiou e deixou seu empregado realizar seu próprio trabalho de observação de forma independente. Messier descobriu sua segunda nebulosa, M2, descoberto originalmente por Jean-Dominique Maraldi anos antes. Inseriu-o em um mapa que mostrava também a trajetória do cometa Halley. Messier observou o trânsito de Vênus de 6 de junho de 1761 e a reaparição dos anéis de Saturno. Também observou o cometa de Klinkenberg (C/1762 K1) entre maio e julho daquele ano, e no ano seguinte descobriu mais um cometa (C/1763 S1). Nos primeiros dias de 1764, descobriu mais um cometa (C/1764 A1), que já apresentava magnitude aparente 3 no momento da descoberta. A primeira tentativa para entrar na Académie royale des sciences em 1763 não obteve sucesso.

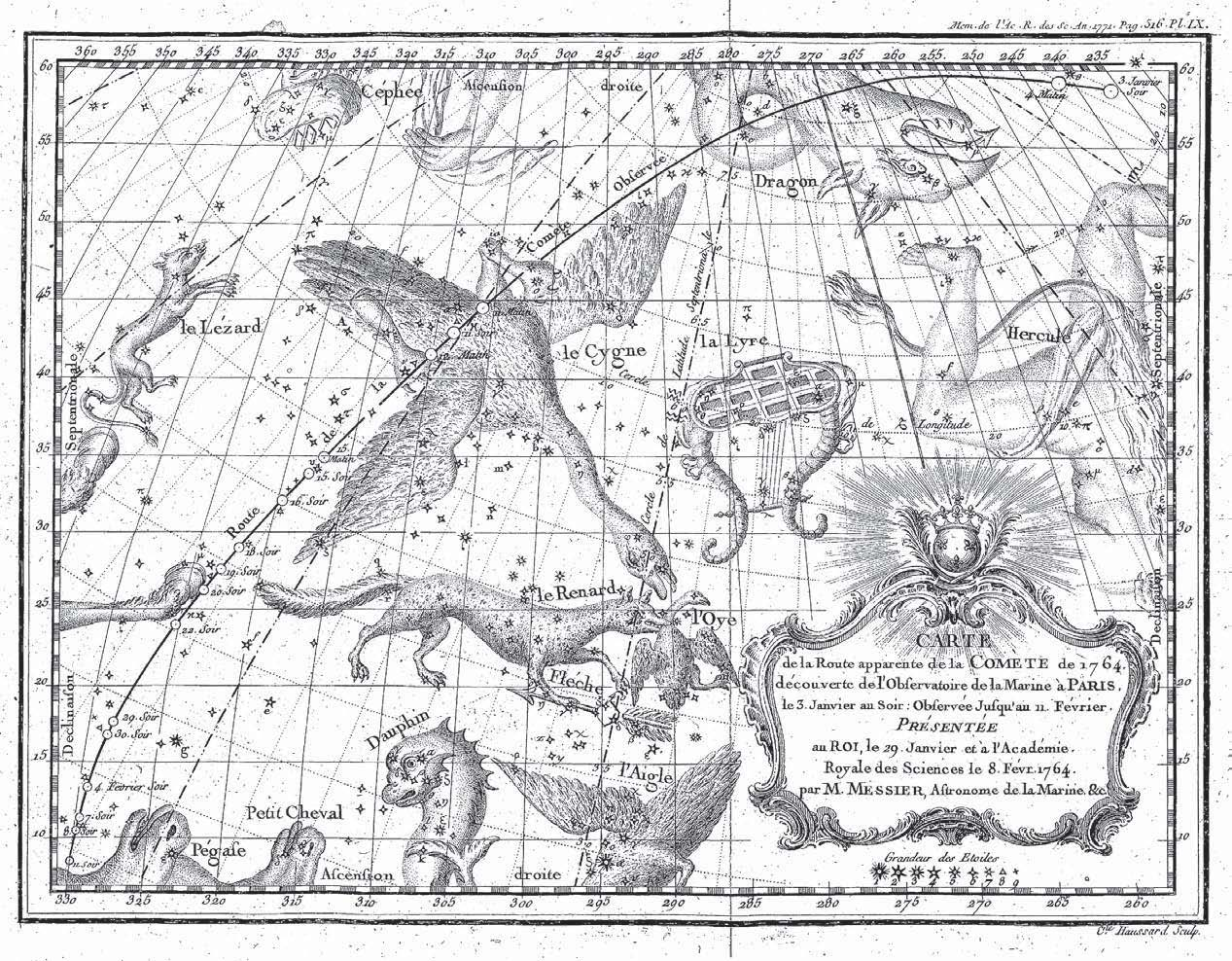
Carta celeste de Messier de 1764, mostrando a trajetória do cometa Halley.

Com a descoberta de mais uma nebulosa, (M3 - sua primeira descoberta original) Messier decidiu realizar um grande exame do céu com o intuito de descobrir outros objetos semelhantes, já que esses poderiam enganar com frequência caçadores de cometas. Sua investigação resultou em 19 descobertas originais ainda em 1765, usando para sua pesquisa todos os catálogos de objetos do céu profundo compilados anteriormente por outros astrônomos que ele tinha acesso, como a lista de seis objetos de Edmond Halley, o catálogo de William Derham, que por sua vez havia sido extraído principalmente do catálogo de estrelas de Johannes Hevelius, o Prodomus Astronomiae, que estava disponível em francês graças a Pierre Louis Maupertuis, além do Catálogo das Nebulosas do Sul, de Nicolas Louis de Lacaille, de 1755, bem como as listas de Maraldi e Guillaume Le Gentil, com algumas referências a Jean-Philippe de Chéseaux, provavelmente a partir do próprio Le Gentil. Messier catalogou os objetos M3 ao M40, encontrando várias nebulosas inexistentes nos catálogos mais antigos (a compilação de objetos de seu catálogo a partir de outros catálogos explica porque a estrela dupla M40 foi listada por Messier).
Naquela época, Messier comunicava-se com frequência com astrônomos e outros acadêmicos da Grã-Bretanha, Alemanha e Rússia. Seu correspondente russo, Frederick La Harpe, estava em exílio na Suíça e era membro da Académie des sciences. Em 21 de maio de 1764, foi selecionado como membro da Academia de Harlem (Países Baixos) e em 6 de dezembro foi eleito membro estrangeiro da Royal Society, em Londres. Em 1765, a academia de Auxerre e o Instituto de Bolonha fizeram o mesmo.
Usou vários telescópios, tendo como favorito um refletor gregoriano com distância focal de 113,28 cm e uma abertura de 26,55 cm. Isso era equivalente a um refrator de 8,54 cm de largura, com uma abertura efetiva de 12,39 cm, embora menos poderoso do que um telescópio newtoniano octogonal de 24,4 cm de largura, o qual havia pertencido a Delisle e que foi sem dúvida o instrumento original no seu observatório no Hôtel de Clugny. Anos depois, usou um telescópio acromático de 12,39 cm de abertura: àquela época telescópios acromáticos começavam a ser usados.

## Astrônomo oficial da Real Marinha Francesa

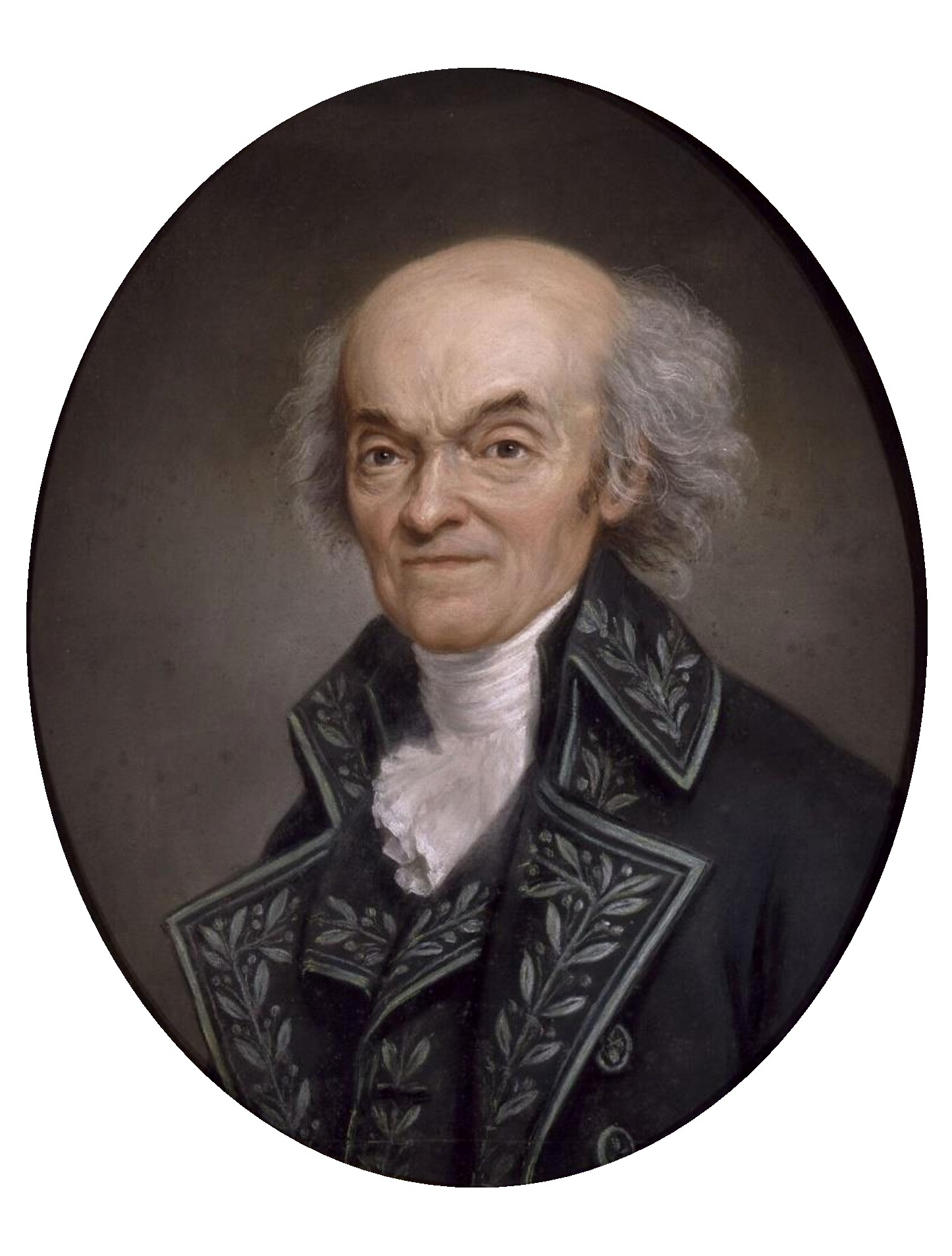
Joseph Lalande, amigo de Messier

No início de 1765, Delisle se aposentou e Messier encontrou o aglomerado de estrelas M41. Continuou a observar no observatório do Hôtel de Clugny, mas sua nomeação como astrônomo da Marinha Real Francesa ocorreu muito mais tarde, apenas em 1771.
Em 1766, descobriu mais dois novos cometas, sendo uma descoberta original. Em 1767, participou da única viagem naval de sua vida, a serviço da Real Marinha Francesa, com o propósito de testar e regular alguns cronômetros marítimos novos, construídos pelo relojoeiro Julien Le Roy. Ficou a bordo do navio L'Aurore por três meses e meio no Mar Báltico. Durante sua ausência, entre 12 de maio e 1 de setembro de 1767, Jérôme Lalande continuou o programa de observação no Hôtel de Clugny.
No início em 1769, Messier decidiu publicar sua primeira versão de seu catálogo e, para ampliar o número de objetos catalogados, incluiu outros objetos bem conhecidos, como a Nebulosa de Órion (M42), a Nebulosa de Mairan (M43), o Aglomerado do Presépio (M44) e as Plêiades (M45). Descobriu mais um novo cometa (C/1769 P1 (Messier)), o grande cometa daquele ano e, ao enviar a descrição e um mapa da trajetória desse novo cometa para o rei da Prússia, este ficou tão impressionado que, sob sua influência, Messier foi eleito membro da Academia das Ciências de Berlim em 14 de setembro daquele ano. Ele já havia sido selecionado anteriormente como membro da Academia Real da Suécia, em Estocolmo.

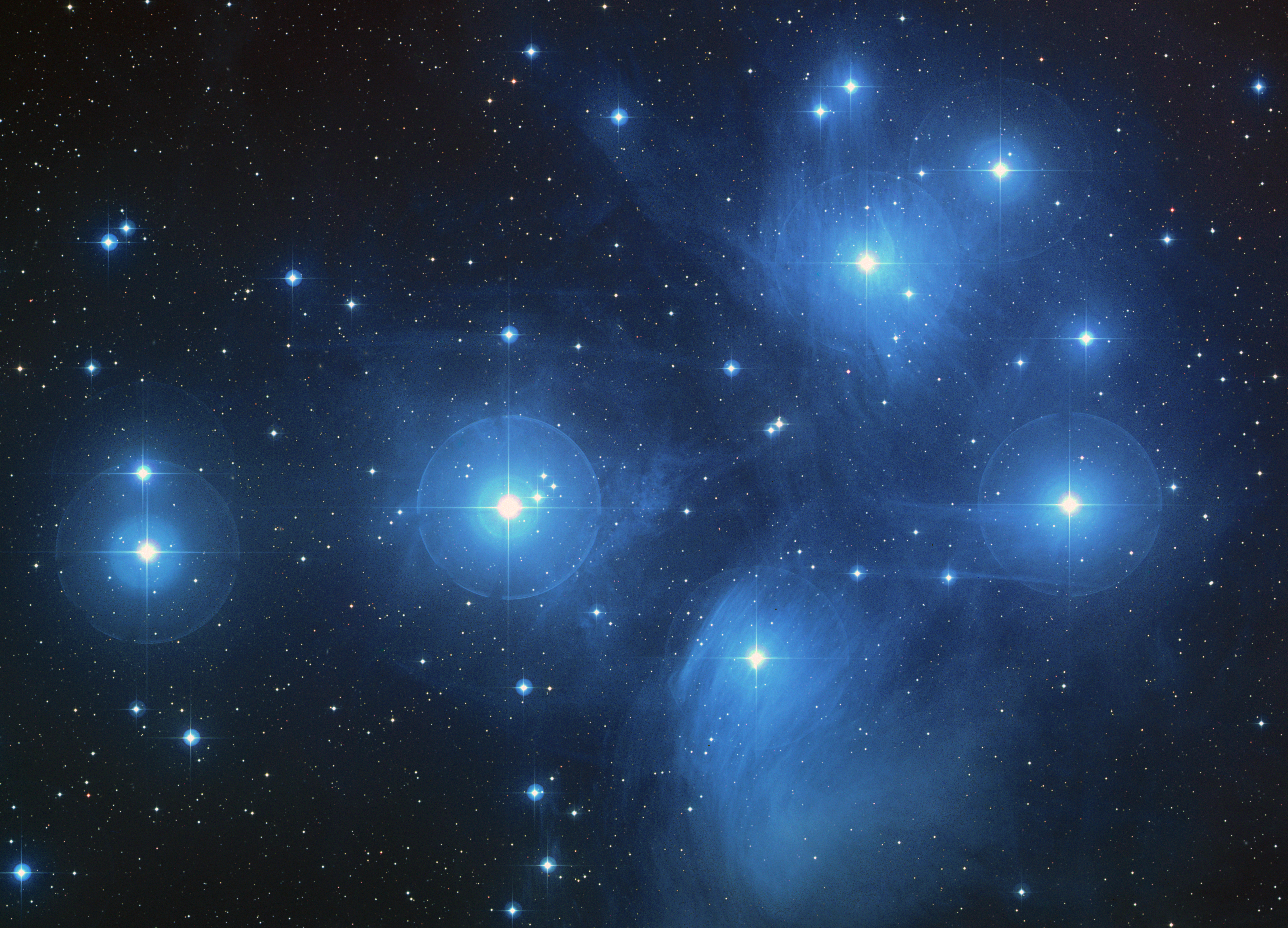
As Plêiades, conhecidas desde a antiguidade, incluída como o 45º objeto de seu catálogo, o último objeto incluído antes da primeira versão publicada em 1770

Finalmente, em 30 de junho de 1770, foi eleito membro da Académie royale des sciences de Paris, duas semanas após ter descoberto mais um novo cometa, que ficou conhecido como o cometa Lexell.  Naquele ano, já com quarenta anos de idade, casou-se com Marie-Françoise de Vermauchampt. Conheciam-se havia 15 anos no Collège de France.
Em 10 de janeiro de 1771, codescobriu independentemente o grande cometa daquele ano e mais tarde naquele ano apresentou a primeira versão de seu catálogo de nebulosas e aglomerados de estrelas, com os primeiros 45 objetos, para a Académie royale des sciences, intitulado Catalogue des Nebuleuses et des amas d'Etoiles que l'on découvre parmi les Etoiles fixes, sur l'horizon de Paris (Catálogo das Nebulosas e dos Aglomerados Estelares descobertas sob o Horizonte de Paris). Foi sua primeira obra à Academia, seguido de um grande número de outras obras. Três noites após a apresentação de seu trabalho, Messier descobriu mais quatro objetos nebulosos, M46 a M49. Para dois deles, M47 e M48, no entanto, não procedeu com o cuidado usual e cometeu erros ao especificar a posição desses; ficariam perdidos até a sua identificação no século XX. M49 também foi a primeira galáxia no aglomerado de Virgem a ser descoberta.
Mais tarde naquele ano, descobriu mais um cometa (C/1771 G1 Messier), seu 13º cometa em sua própria contagem, sua 12º descoberta de forma independente e a sétima descoberta original. Ainda naquele ano, descobriu o objeto M62, mas dispunha apenas de uma medida aproximada de tal objeto, não o incluindo em seu catálogo antes de 1779. Ainda em 1771, finalmente e oficialmente tornou-se o "astrônomo da Marinha" pelo Ministro da Marinha.

## Mortes de sua esposa e filho

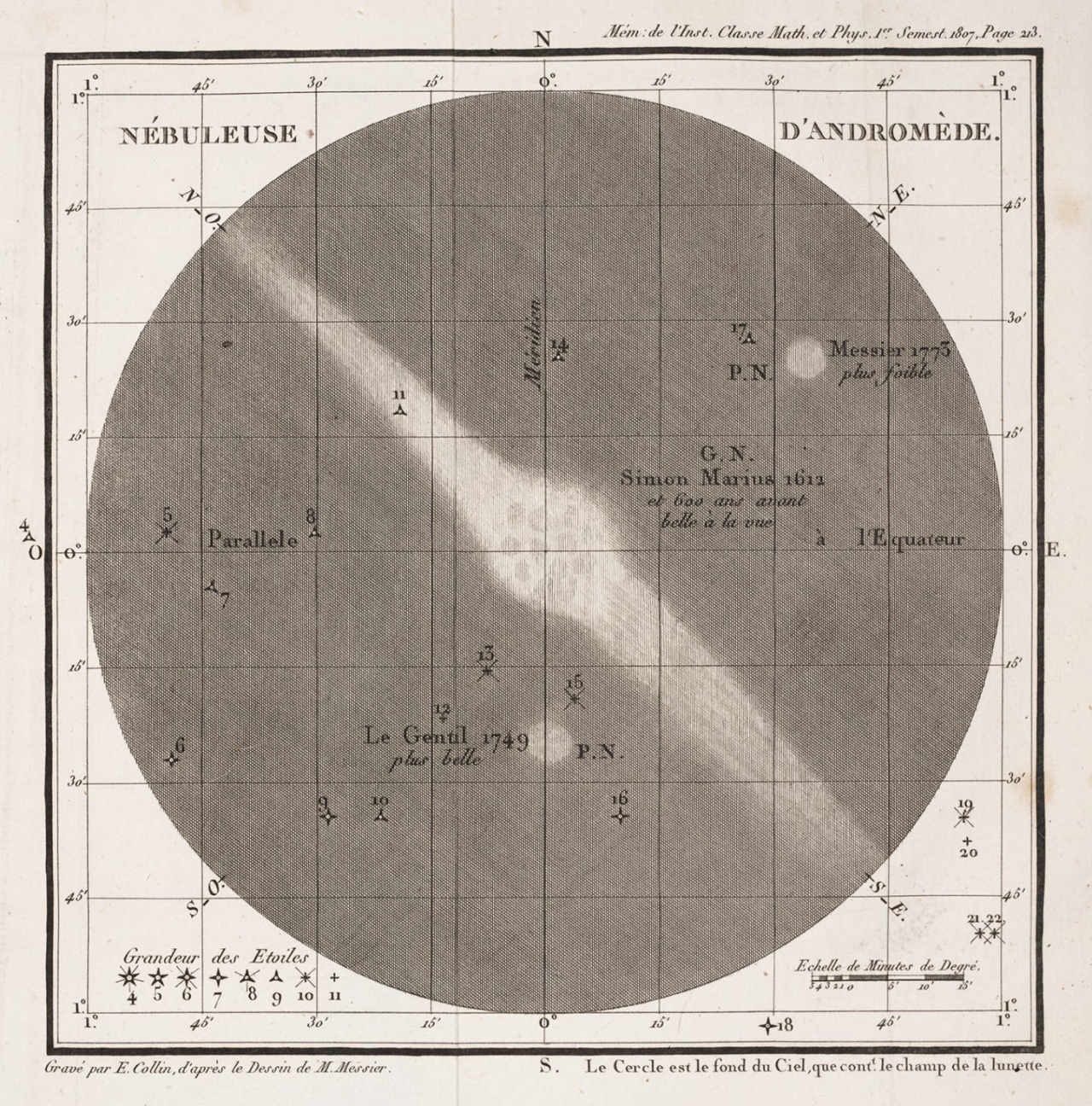
Desenho da "nebulosa" de Andrômeda, por Messier

No final de 1771, Messier e sua esposa mudaram-se da residência de Delisle no Collège de France para um alojamento dentro do Hôtel de Clugny. No ano seguinte, a Sra. Messier deu à luz um filho, batizado de Antoine-Charles Messier. Após o nascimento da criança, tanto a Sra. Messier quanto o menino morreram dentro um intervalo de tempo de apenas 11 dias. Segundo o relato biográfico de Jean-François de la Harpe, escrito em 1801, a morte da esposa de Messier impediu-o de descobrir mais um cometa, que teria sido o seu décimo terceiro. Messier teria ficado mais desesperado pela descoberta perdida do que pela morte de sua esposa (especialmente que esse cometa - 3D/Biela - foi descoberto por Jacques Leibax Montaigne, seu desafeto). No entanto, isso não encontra apoio histórico: Montaigne já havia descoberto o cometa em 8 de março, uma semana antes de seu filho nascer.
Mais tarde, acrescentou outro aglomerado estelar para sua lista, M50, e tirou três meses de férias em Lorena, de setembro a novembro daquele ano. Na mesma época, foi eleito membro da Academia de Bruxelas (Bélgica) e da Academia Real da Hungria. A partir de então, o ritmo das descobertas de novas nebulosas e aglomerados foi se tornando cada vez mais reduzido: Em 1773, descobriu o segundo companheiro brilhante da "nebulosa" de Andrômeda, M110, mas devido a razões desconhecidas, não o catalogou. Descobriu, também, mais um cometa no final de 1773; esse foi encontrado quando ainda era "precariamente visível a olho nu" (4,5 de magnitude aparente). Descobriu mais dois outros objetos (M51 e M52) em 1774, e observou o cometa daquele ano, descoberto por Montaigne. Também em 1774, Pierre Méchain foi apresentado a Messier por Jérôme Lalande, o principal astrônomo francês à época, que, segundo o astrônomo e historiador da astronomia Owen Gingerich, conhecia Messier desde tempos antigos.
Até 1777, não descobriu nenhuma outra nebulosa e nenhum outro cometa. Mas em fevereiro daquele ano, catalogou M53 (descoberto originalmente por Johann Elert Bode dois anos antes). Também contribuiu para a hipótese duvidosa de um planeta dentro da órbita de Mercúrio, quando ele relatou vários pequenos corpos que atravessaram o disco solar em 17 de junho de 1777. Acrescentou que os objetos observados poderiam ser fenômenos atmosféricos, mas "provavelmente eram pequenos meteoritos". Por recomendação de La Harpe, Messier foi eleito membro da Academia de São Petersburgo, na Rússia, em 9 de janeiro de 1777. Em 1778, encontrou mais duas nebulosas, M54, uma descoberta original, e M55, que havia sido relatado por Lacaille e que ele havia procurado em vão desde 1764.
Messier casar-se-ia novamente anos depois, mas não teve outros filhos. Sua segunda esposa veio a falecer em 1798.

## Pierre Méchain

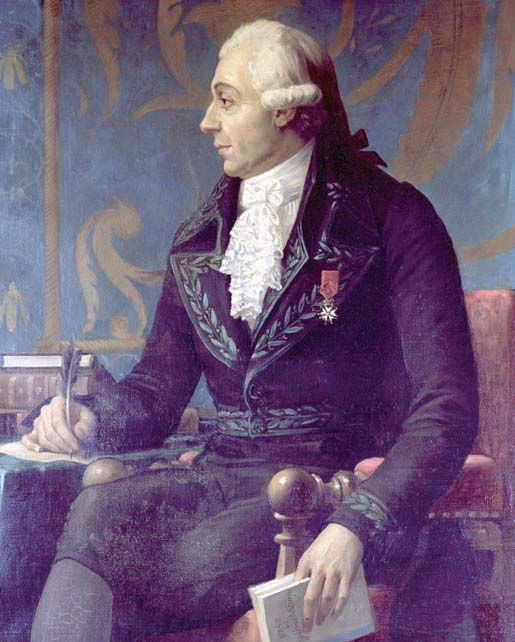
Pierre Méchain ajudou Messier na finalização de seu catálogo

Desde que Pierre Méchain começou a trabalhar no observatório de Messier, também começou a encontrar novos objetos para a confecção catálogo.
No início de 1779, Messier codescobriu o cometa C/1779 A1, 13 dias após a descoberta original por Bode dias antes. Ao acompanhar este cometa, descobriu seis outros objetos (M56 a M61) quando o cometa passou pela constelação de Virgem e pelo aglomerado de galáxias de Virgem, observado tanto por Messier quanto Johann Gottfried Koehler, de Dresden, e por Barnabus Oriani, de Milão. Koehler descobriu M59 e M60 em 11 de abril de 1779, mas negligenciou M58, que foi descoberto por Messier quando ele, de forma independente, também descobriu os outros dois em 15 de abril. Oriani foi o primeiro a identificar M61 em 5 de maio de 1779. Messier descobriu o objeto de Oriani no mesmo dia, mas confundiu-o com o cometa que estava acompanhando, percebendo a sua natureza nebulosa, finalmente, em 11 de maio. Messier finalmente definiu uma boa posição para M62, que tinha descoberto oito anos antes. M63 foi a primeira descoberta de Méchain. Tinha definitivamente começado a observar nessa época e, como Messier, focou sua atenção na pesquisa e observação de cometas.
Em janeiro de 1780, Messier descobriu M64 que havia sido descoberto anteriormente, em 1779, de forma independente, por Edward Pigott e Bode. Por acaso encontrou os objetos M65 e M66 em março de 1780. O Almirante William Henry Smyth e mais tarde outros autores que provavelmente o seguiam atribuíram a descoberta destes dois objetos a Méchain, provavelmente por engano, baseados na interpretação errônea de um comentário de Messier, que afirmou não ter descoberto esses objetos sete anos antes na ocasião da passagem de um cometa que viajava pela região do céu onde esses se encontravam. Ainda em 1780, descobriu mais dois objetos, M67 e M68, completando, assim, as suas observações da segunda versão do catálogo. Esta versão continha os objetos até M68 e foi publicado em 1780 no almanaque francês Connaissance des temps, para a edição de 1783. M67 havia sido descoberto anteriormente por Koehler e M68 foi novamente creditado erroneamente a Méchain pelo Almirante Smyth.
|                                      |  |                                               |
| Messier 101, a Galáxia do Cata-vento |  | Messier 102, alvo de controvérsias históricas |

No mês seguinte, Messier tornou-se membro da Sociedade Literária de Uppsala, na Suécia e, ainda naquele ano, juntamente com Méchain, empreendeu um grande esforço para catalogar mais nebulosas e aglomerados. Primeiramente descobriu mais dois novos objetos, M69 e M70, descobertas essas que não se tornaram mais do que um apêndice do Connaissance des temps de 1783. Até o final de 1780, Messier e Méchain haviam descoberto todos os objetos até M79, um novo cometa (C/1780 U2), e perdido outro logo em seguida, (C/1780 U1). Em abril de 1781, a lista de nebulosas e aglomerados de estrelas tinha aumentado para 100. Às pressas, mais três objetos foram incluídos, observados anteriormente por Méchain (M101 - M103) sem a validação pessoal de Messier, com o intuito de deixar o catálogo pronto para a sua publicação final no Connaissance des temps de 1784 (publicado em 1781). Logo após a publicação, em 11 de maio de 1781, acrescentou o objeto M104 à sua cópia pessoal do catálogo, bem como as posições dos objetos M102 e M103, até então indeterminados. Tinha, também, anotações de mais duas outras nebulosas, descobertas por Méchain e mencionadas no catálogo juntamente com M97, conhecidas atualmente como M108 e M109. Uma das descobertas de Méchain, ocorrida em março de 1781, M105, tinha sido esquecida e não foi incluída na versão final do catálogo. Méchain descobriu outro objeto nebuloso, M106, em julho daquele ano. Ele também descobriu seus primeiros dois cometas em 1781, em 28 de junho e 9 de outubro (C/1781 M1 e C/1781 T1, respectivamente).
Enquanto isso, Friedrich Wilhelm (William) Herschel, que era naquele tempo um astrônomo, observador, confeccionador de telescópios e organista em Bath, Inglaterra, tinha descoberto o planeta Urano em 13 de março daquele ano. Messier, em 14 de abril, um dia depois de sua última sessão de observação para a compilação de seu catálogo, começou imediatamente a observá-lo. Escreveu a Herschel: "Isso te dá honra, pois é difícil reconhecer tal objeto e eu não posso conceber como foste capaz de retornar sua mira várias vezes para esta mesma estrela ou cometa, uma vez que era necessário observá-la durante vários dias seguidos para perceber que o objeto era dotado de movimento próprio, uma vez que não tinha nenhuma das características habituais de um cometa."
Messier passou suas observações a Bochard de Saron, à época presidente da Assembleia Francesa e respeitado matemático, um dos primeiros a expressar que Urano era um planeta e não um cometa, uma vez que seu periélio era muito grande. Ruđer Bošković, Anders Johan Lexell, Lalande e Méchain obtiveram o mesmo resultado e confirmaram que Urano estava orbitando o Sol além da órbita de Saturno. É bem possível que esta descoberta o impediu de realizar verificações complementares acerca de seus mais recentes objetos de seu catálogo.

## Acidente na fenda de gelo

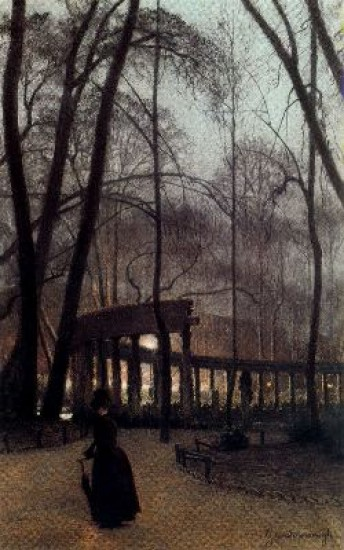
O jardim de Monceau. Pintura de Federico Zandomeneghi (1841–1917)

Ainda naquele ano, em 6 de novembro, o trabalho de Messier foi interrompido por um acidente terrível. Ao visitar o jardim de Monceau com seu amigo Saron, Messier interessou-se por uma passagem que dava acesso a uma caverna, mas esta passagem dava acesso a uma gruta de gelo com 7,5 metros de profundidade. Ele caiu nessa gruta, quebrando uma perna, um braço, um pulso e duas costelas. Teve que ficar em repouso por mais de um ano, tendo liberação médica apenas em novembro do ano seguinte. Nesse meio tempo, em abril de 1782, Méchain havia descoberto outra "nebulosa", que finalmente tornou-se o último objeto Messier a ser descoberto, M107.
Estimulado pelo catálogo de Messier, William Herschel, assistido por sua irmã Caroline, começou a observar objetos do céu profundo. Herschel havia adquirido uma cópia do catálogo de Messier de seu amigo, o cientista William Watson. Em setembro daquele ano, fez sua primeira descoberta original de um objeto do céu profundo, a Nebulosa Saturno (NGC 7009), e no ano seguinte, depois de algumas pesquisas e elaboração de técnicas de observação, começou sua extensa pesquisa do céu profundo, catalogando mais 1 000 objetos do céu profundo até 1786, e um total de mais de 2 500 até 1802.

## De volta ao trabalho
Três dias depois de sua liberação médica, Messier observou um trânsito de Mercúrio. No ano seguinte, Méchain escreveu uma carta para Johann III Bernoulli, da Academia de Berlim, publicado por Bode no Berliner Astronomisches Jahrbuch de 1786, juntamente com a tradução do catálogo de Messier. Nesta carta, entre outros assuntos, Méchain comunica os últimos três objetos descobertos por ele (agora M105 a M107), mas nega a descoberta do M102, iniciando assim uma polêmica ainda em aberto sobre a identificação do objeto. Segundo o próprio Méchain, M102 é uma duplicata de M101, mas suas anotações originais apontam para o objeto diferente, NGC 5866.
Messier retomou suas observações, assíduas como antes, mais uma vez concentrando-se em cometas. Parece ter usado, também, a sua cópia pessoal do seu catálogo por vários anos, mas aparentemente não investiu grandes esforços em novas tentativas de encontrar novos objetos nebulosos e não trabalhou muito para melhorar ainda mais o catálogo. Isto se deve, talvez, porque ele sabia da pesquisa de Herschel e, como ele não poderia competir em instrumentação, pode ter perdido o interesse. Messier provavelmente estava ciente de que futuros caçadores de cometas poderiam também usar a compilação de Herschel. No entanto, há uma série de exceções notáveis: suas medições do posicionamento de estrelas de aglomerados abertos, como as estrelas pertencentes ao aglomerado do Presépio (M44) e das Plêiades (M45), realizadas em 1785, 1790 e 1796; uma série de observações, por volta de 1790, de nebulosas e aglomerados, marcadas a mão na sua cópia pessoal do catálogo, correções das posições, também em 1790, para a "nebulosa" de Andrômeda (M31) e sua companheira M32, bem como as suas investigações e desenhos da "nebulosa" de Andrômeda (M31) e ambos os seus satélites M32 e M110, em 1795.

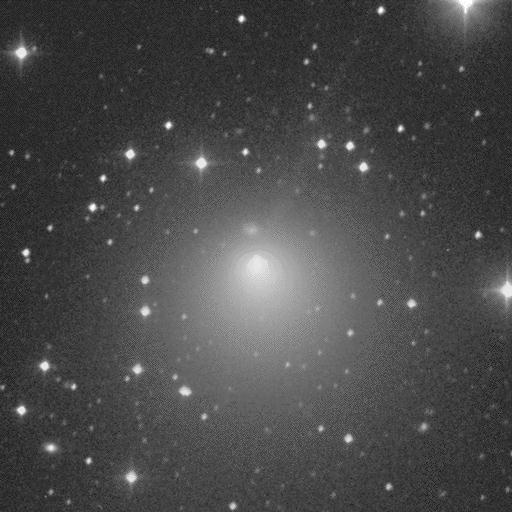
O cometa Encke em 1994

Dedicou-se a acompanhar o grande número de cometas que apareceram após 1785, não sobrando muito tempo para outras atividades de observação.
O catálogo atual de Messier foi completado com a identificação dos quatro objetos perdidos, tendo sua versão atual graças à intervenção da astrônoma canadense Helen Sawyer Hogg e de Gingerich, com a adição por Sawyer-Hogg das últimas descobertas de Méchain, M104 - M109, além da descoberta de M110, incluída no catálogo por Gingerich.
A empreendedora busca de cometas de Messier chegou ao seu auge em 7 de janeiro de 1785, quando descobriu o cometa C/1785 E1, quando o objeto apresentava cerca de 6,5 de magnitude aparente; ficou visível por cerca de 5 semanas. Méchain descobriu outro cometa (C/1785 A1) algumas semanas depois e mais um novo cometa no início de 1786; esta foi a primeira aparição do cometa Encke (2P/Encke), o cometa com o menor período orbital conhecido, de apenas 3,3 anos.
Em 1785, Pierre Méchain tornou-se o editor principal do Connoisance des temps, trabalhando até 1792, e foi responsável pela publicação de artigos no periódico para trabalhos até 1788 (que viriam a ser impressos em 1794). Algumas fontes dizem que Messier também foi apontado como editor associado do periódico no mesmo ano e permanecido nesse cargo por cinco anos, até 1790, mas existem controvérsias a respeito.
Ambos os astrônomos continuaram a sua bem-sucedida busca de cometas: Messier descobriu um novo cometa em novembro de 1788 (C/1788 W1), enquanto Méchain encontrou mais um cometa em abril de 1787 (C/1787 G1), descobriu o cometa Tuttle (8P/Tuttle) quando este apareceu em janeiro de 1790. Messier se tornou membro da Academia de Ciências de Dublin (1784), da Academia de Stanislav, de Nancy (1785) e de Vergara, na Espanha (1788).

## Revolução Francesa

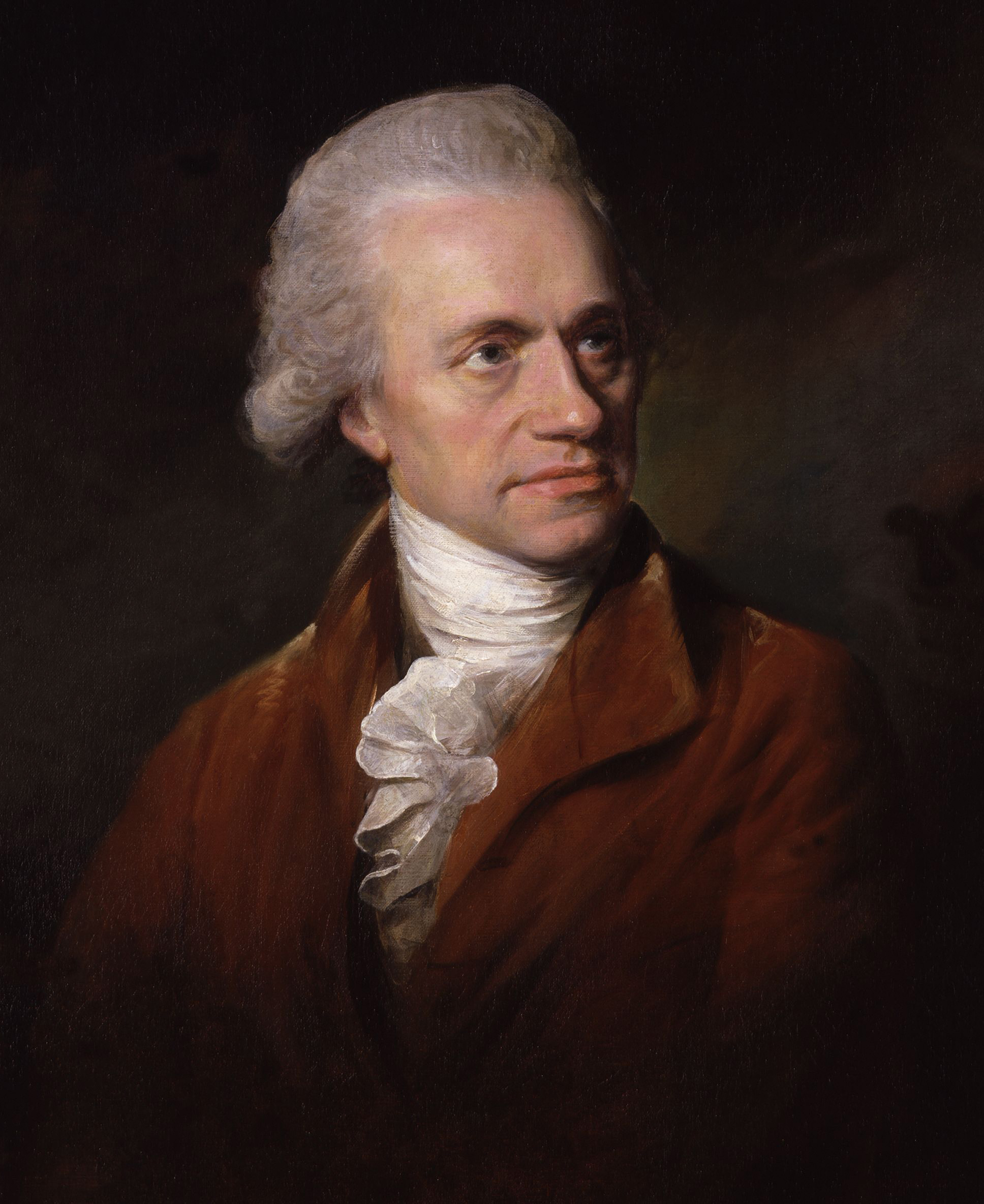
William Herschel, entusiasmado com o trabalho de Messier, publicou seu catálogo contendo mais de 1500 objetos difusos.

Enquanto isso, a Revolução Francesa começou com a tomada da Bastilha, em 14 de julho de 1789. Em sua cópia pessoal, Messier acrescentou mais notas sobre observações de nebulosas e aglomerados mesmo nessa época turbulenta da história da França.
Quatro anos depois, a revolução culminou no "Ano do Terror". O rei francês Luís XVI foi guilhotinado em 21 de janeiro, e o amigo de Messier, Saron, também foi guilhotinado em 20 de abril de 1794, pouco depois de ter calculado a órbita do cometa que Messier havia descoberto meses antes (C/1793 S2). O astrônomo chegou a notificá-lo secretamente que ele mesmo havia seguido o cometa através de sua trajetória calculada. O terrorismo chegou ao fim quando finalmente Robespierre foi guilhotinado ainda em 1794. Durante essa época, Messier ficou sem receber salários e pensões: teve até mesmo emprestar de Lalande os recursos mais necessários para o seu trabalho. Méchain estava na Espanha, empregado na investigação de meridianos, onde descobriu um outro cometa em janeiro de 1793. Sua família perdeu seus bens durante a Revolução e Méchain teve que partir para a Itália, retornando a Paris em 1795. Juntamente com Messier, Méchain tornou-se membro do novo Instituto Nacional de Ciências e Artes, sucessor da Real Academia de Ciências. Méchain também foi selecionado como um dos quatro astrônomos oficiais do Bureau des Longitudes; Messier também entrou para organização em junho de 1796, após a saída de Jean-Dominique Cassini, conde de Cassini.
Descobriu outro cometa em abril de 1798 (C/1798 G1). Aparentemente sentiu a necessidade de comentar sobre sua intenção de compilar seu catálogo. No Connaissance des temps para o IX ano (da República Francesa, ou seja, 1800/1801), que foi publicado em 1798, declarou que:
"O que me levou a construir o catálogo foi a descoberta da nebulosa I acima do chifre sul de Touro em 12 de setembro de 1758, enquanto observava o cometa daquele ano. Esta nebulosa tinha tamanha semelhança com um cometa em sua forma e brilho e me esforcei para encontrar os outros, de modo que os astrônomos não mais confundissem estas mesmas nebulosas com cometas. Observei ainda mais, com o auxílio de telescópios adequados para a descoberta de cometas, e este é o propósito que eu tinha em mente na compilação do catálogo.
Depois de mim, o célebre Herschel publicou um catálogo de 2 mil objetos. Isto revelou os céus com o auxílio de instrumentos de grande abertura que não ajudam no exame do céu para cometas de brilho fraco. Assim, meu objetivo é diferente do dele e eu preciso saber apenas as posições das nebulosas visíveis com um telescópio de dois pés de distância focal. Desde a publicação do meu catálogo, tenho observado ainda outros: vou publicá-las no futuro, na ordem de ascensão reta, com a finalidade de torná-los mais fáceis de reconhecer e para aqueles em busca de cometas terem menos incerteza".
Sua segunda esposa veio a falecer em 1798, sem filhos. Messier manteve uma união não oficial com a Sra. Bertrand, também viúva, até sua morte em 1816.

## Velhice e morte

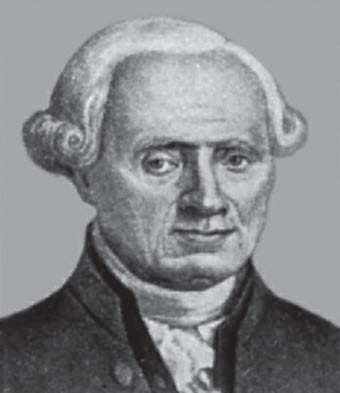
Charles Messier em 1801

Entretanto, este plano nunca foi concretizado. Em 1801, quando o primeiro "asteroide", Ceres, tinha acabado de ser descoberto por Giuseppe Piazzi em 1 de janeiro, Charles Messier, agora com 71 anos, participou de um projeto de observação de ocultações da estrela Spica (Alpha Virginis) pela Lua, entre 30 de março e 24 de maio. Fez a sua última descoberta de um cometa em 12 de julho de 1801, quando ele de forma independente codescobriu o cometa C/1801 N1; isso trouxe o número de descobertas suas de cometas a 20, 13 sendo originais e sete codescobertas independentes. Fez também algumas observações dos "planetas" (asteroides) recém-descobertos de Piazzi (Ceres) e de Heinrich Olbers (Pallas).
Pierre Méchain tornou-se diretor do Observatório de Paris, cargo que viria a ter por vários anos. Mas como ele estava preocupado com algumas determinações de latitude e longitude em suas pesquisas, finalmente conseguiu a permissão de Napoleão para estender seu trabalho para as Ilhas Baleares. Deixou Paris em 1803 e, depois de completar parcialmente seu trabalho, contraiu febre amarela e morreu em Castelló de la Plana, Espanha, em 20 de setembro de 1804.

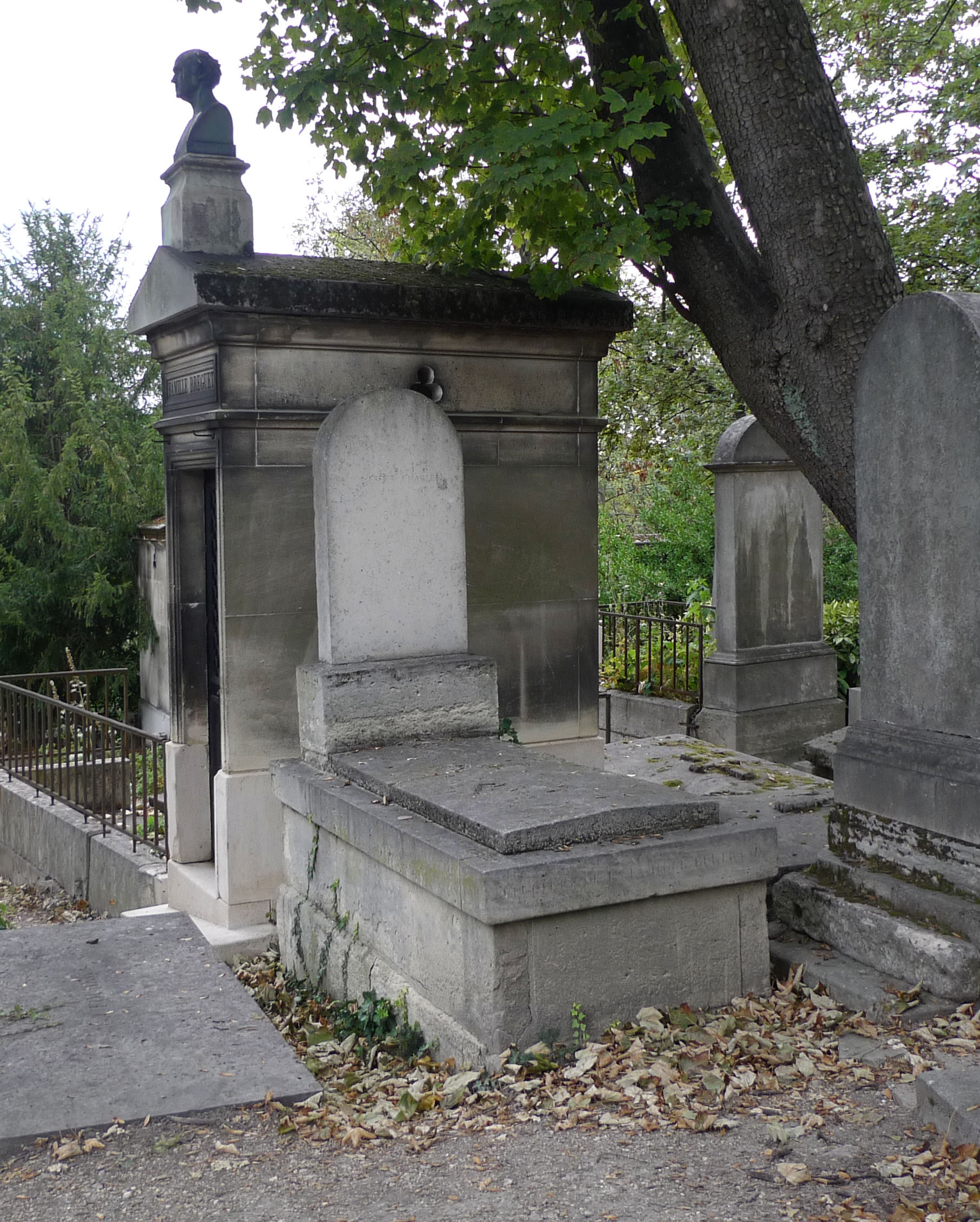
Túmulo de Messier, no cemitério do Père-Lachaise, Paris

Já com idade avançada, Charles Messier finalmente obteve reconhecimento oficial quando Napoleão, em 1806, deu-lhe a Cruz da Legião de Honra. Por outro lado, Messier arruinou boa parte de sua reputação científica com a publicação de uma obra, dedicando o grande cometa de 1769 a Napoleão, que havia nascido naquele ano. Assim, Messier se tornou, provavelmente, o último cientista que alegava que os cometas anunciavam eventos na Terra, ou segundo o Almirante Smyth: "O último cometa astrologicamente apresentado ao público por um astrônomo ortodoxo".
Com a idade avançando, Messier fez cada vez menos observações, principalmente devido à diminuição de sua visão, embora não cessasse as observações completamente. Não foi capaz de determinar as posições dos dois cometas seguinte, de 1805 e de 1806. O estado de seu observatório ficava cada vez pior, sem condições financeiras para mantê-lo. Os últimos registros de observação de cometas por Messier foram o registro das posições, com a ajuda de outros observadores, do "Grande Cometa" de 1807 (C/1807 R1). Sua última obra, apresentado ao Instituto Nacional de França, similar ao seu primeiro de 1771, a primeira versão do catálogo de nebulosas e aglomerados de estrelas, foi mais uma vez um livro consideravelmente importante sobre "nebulosas:" a apresentação de suas observações de 1795 e um desenho da "nebulosa" Andrômeda (M31), juntamente com os seus companheiros M32 e M110.
Em 1815, Messier sofreu um derrame que o deixou parcialmente paralisado. Após a recuperação parcial, ele participou de algumas reuniões da Academia Francesa, mas seu cotidiano tornou-se cada vez mais difícil. Na noite de 11-12 de abril de 1817, Charles Messier faleceu, aos 87 anos, em sua casa em Paris. Foi enterrado em 14 de abril no cemitério do Père-Lachaise, também em Paris.

## Homenagens

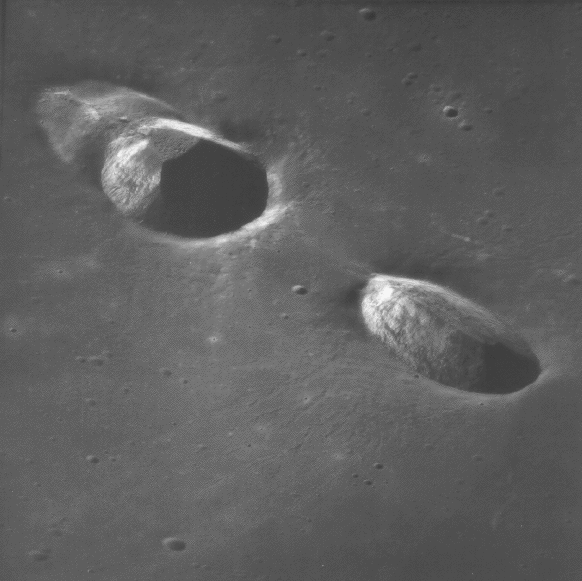
As crateras lunares "Messier"

Charles Messier foi homenageado pela comunidade astronômica com o batismo de uma cratera lunar com seu nome, situada na região de Mare Fecunditatis. O asteroide 7359 Messier, descoberto em 16 de janeiro de 1996 pelo checo Miloš Tichý no Observatório de Klet', provisoriamente designado como BH 1996, também foi batizado como "Messier".
Ainda quando Messier vivia, em 1775, seu amigo e astrônomo Jérôme Lalande tinha proposto o nome de uma constelação em sua homenagem: Custos Messium. Esta constelação era formada na atual região de fronteira das constelações de Cefeu, Cassiopeia e Camelopardalis. No entanto, a constelação teve uma vida curta e está extinta atualmente.
De qualquer forma, a honra mais óbvia certamente é o sistema de nomenclatura ainda em uso dos objetos do céu profundo contidos em seu catálogo. Cada um desses objetos é catalogado com a designação "Messier" ou "M" seguido de seu número de catálogo, como Messier 42 ou M42 para a nebulosa de Órion, ou M31 para a galáxia de Andrômeda.

## Manuscritos
- Charles Messier, Observations célestes faites à Paris à l'Hôtel de Cluny (manuscrito), Paris, 1753-1756, 744 p.
- Charles Messier, Journal des observations astronomiques faites à l'Observatoire de la Marine (manuscrito), Paris, 1757-1760, 403 p.
- Charles Messier, Table des positions de la comète de 1770 (manuscrito), Paris, 1770, 1 p.
- Jean-Baptiste Delambre, Biographie de Charles Messier (manuscrito), Paris, 1813?, 7 p.

A biblioteca do Observatório de Paris mantém uma coleção Messier composta por documentos manuscritos, alguns dos quais foram digitalizados:
- Observations célestes faites à Paris à l'Hôtel de Cluny par Messier entre 1753 e 1756;
- Journal des observations astronomiques faites à l'Observatoire de la Marine par Messier entre 1757 e 1760;
- Table des positions de la comète de 1770 por Messier;
- Biographie de Charles Messier por Delambre.